# Бичков Сергій Анатолійович
Бичко́в Сергі́й Анато́лійович (нар. 21 липня 1961 р., Дніпропетровськ, Україна) — український політик і громадський діяч, народний депутат України IV та V скликань, Голова всеукраїнської громадської організації «Сильна Україна».

## Біографічні відомості
За освітою — інженер-будівельник. Заслужений будівельник України. Дійсний член Академії будівництва України. Військове звання — полковник.
- У 1983 р. закінчив Дніпропетровський інженерно-будівельний інститут за спеціальністю «Промислове та цивільне будівництво» і отримав кваліфікацію «інженер-будівельник».
- У 1997 р. отримав другу вищу освіту у Національній юридичній академії ім. Ярослава Мудрого (м. Харків, спеціальність «Правознавство», кваліфікація «Юрист».
- У 2003 р. закінчив Національну академію державного управління при Президентові України за спеціальністю «Державне управління» і отримав кваліфікацію «Магістр державного управління».

Займається науковою діяльністю в Дніпропетровському національному університеті залізничного транспорту імені академіка В.Лазаряна. Має понад 70 опублікованих наукових робіт.
- З 1983 по 1985 роки проходив службу у Збройних Силах СРСР на посаді начальника БМУ № 4553 військової частини 63220 Червонопрапорного Закавказького військового округу Збройних Сил СРСР.

Виробничу діяльність розпочав з посади майстра (1985 р.), виконавця робіт (1988 р.) та доріс до голови Ради об'єднання «Дніпроміськбуд».
- З червня по жовтень 1987 року брав участь у ліквідації наслідків аварії на ЧАЕС на посаді командира інженерно-саперної роти військової частини № 53893 Червонопрапорного Київського військового округу Збройних Сил СРСР в складі оперативної групи спеціальної зони.

## Державна діяльність
- У квітні 1990 року обраний депутатом Жовтневої районної ради м. Дніпропетровська, очолив постійну фінансово-економічну комісію.
- У квітні 1991 року обраний Першим заступником голови виконкому Жовтневої районної ради м. Дніпропетровська.
- В липні 1994 року обраний Головою Жовтневої районної ради м. Дніпропетровськ.
- В березні 1998 року вдруге обраний Головою Жовтневої районної ради м. Дніпропетровськ.
- В липні 2000 року був призначений на посаду Заступника Голови Дніпропетровської обласної державної адміністрації.

Всього з 1990 року п'ять термінів (1990, 1994, 1998, 2002, 2006 р.р.) обирався депутатом місцевих рад (Жовтневої районної у м. Дніпропетровську ради та Дніпропетровської обласної ради).
- В березні 2002 року був обраний народним депутатом України IV скликання.
- В червні 2002 року обраний заступником Голови Комітету Верховної Ради України у закордонних справах.

У період роботи Верховної Ради України IV скликання працював на посаді Заступника Голови Комітету Верховної Ради України у закордонних справах, був Співголовою Парламентської асамблеї України та Республіки Польща, Віце-головою Парламентської асамблеї України та Литовської Республіки, а також членом Парламентській асамблеї НАТО, Асамблеї Західноєвропейського союзу та Парламентської асамблеї ГУАМ. Був обраний керівником депутатської групи Верховної Ради України з міжпарламентських зв'язків з Королівством Іспанія та членом багатьох інших парламентських груп дружби.
Став співавтором проєкту Податкового кодексу України та автором 57 законопроєктів, серед яких проєкти, що стосуються питань зовнішньої політики, державної безпеки України, державного будівництва і місцевого самоврядування, спрямованих на розвиток регіональної політики, удосконалення податкової, фінансової, банківської й інвестиційної діяльності, розвитку системи освіти в Україні та посилення соціальних гарантій для найменш захищених верств населення.
- У 2006 р. Був обраний народним депутатом України V скликання.
- В жовтні 2006 року обраний членом Української частини Комітету з парламентського співробітництва між Україною та Європейським Союзом, керівником депутатської групи Верховної Ради України з міжпарламентських зв'язків з Королівством Іспанія, співголовою — з Республікою Польща, Великою Британією, членом груп — з Сполученими Штатами Америки, Португалією, Угорською Республікою, Литовською Республікою, Федеративною Республікою Німеччина.
- В листопаді 2006 року обраний заступником Керівника Української частини Міжпарламентської асамблеї України та Республіки Польща.

## Громадська діяльність
- Голова всеукраїнської громадської організації «Сильна Україна».
- Голова Координаційної ради Інституту міжнародних досліджень процесів інтеграції і глобалізації.
- Голова Наглядової ради благодійного фонду «Духовне відродження».
- Голова Дніпропетровської обласної громадської організації «Дніпряни».
- Член Вищої Академічної Ради загальнонаціональної програми «Людина року».

## Нагороди
- Орден «За заслуги» (Україна) II та III ступеня.
- Офіцерський хрест ордену «За заслуги перед Литвою».
- Медаль «За відзнаку у військовій службі» I ступеня.
- Медаль «70 років Збройних Сил СРСР».
- Медаль «Захиснику Вітчизни».
- Медаль Жукова.
- Медаль «За бойові заслуги».
- Орден преподобного Іллі Муромця  III ступеня.